# Medulliak
Medulliak, ókori néptörzs, Gallia Narbonensis keleti határán a tricoriusok, allobrogok és taurinusok közt. Területükon eredt a Drudentia (ma Durance) és Duria (Doria Minor). Sztrabón említi őket.